# Georg Hohmann
Georg Hohmann (* 28. Februar 1880 in Eisenach; † 5. Oktober 1970 in Bergen (Chiemgau)) war ein deutscher Orthopäde und Hochschullehrer.

## Leben
Georg Hohmann war Sohn des Kaufmanns Louis Hohmann (1843–1922) und der Ida Hohmann (1853–1931), geborene Neumann. Er studierte  Medizin an der Universität Jena, der Ludwig-Maximilians-Universität München, der Friedrich-Wilhelms-Universität zu Berlin und der Julius-Maximilians-Universität Würzburg. In Würzburg bestand er 1903 das Staatsexamen und promovierte er zum Dr. med.
In München war er Assistenzarzt und Oberarzt bei Fritz Lange. Ab 1910 betrieb er eine eigene Arztpraxis. Während des Ersten Weltkriegs baute er zusammen mit Franz Schede, der ihn „Meister der operativen Technik“ nannte, ein erstes „Rehabilitations“-Zentrum für Kriegsversehrte auf. 1918 habilitierte er sich in München. Im Dezember 1918 wurde er der erste Vorsitzende der neu gegründeten Deutschen Demokratischen Partei und Abgeordneter im Bayerischen Landtag. Er galt dabei als Anhänger des im darauf folgenden Jahres verstorbenen Friedrich Naumann (1860–1919) und als Meinungsführer des Linksliberalismus.
Seit 1926 in München außerordentlicher Professor, folgte er 1930 dem Ruf der Johann Wolfgang Goethe-Universität Frankfurt am Main auf ihren Lehrstuhl für Orthopädie. Zugleich wurde er Direktor der Orthopädischen Universitätsklinik Friedrichsheim. 1937 übernahm Hohmann den Vorsitz des Fachverbandes Deutsche Orthopädische Gesellschaft (DOG). Für das akademische Jahr 1945/46 zum Rektor ernannt, erreichte er die Wiedereröffnung der Universität. Im April 1946 übernahm er den Lehrstuhl von Karl Bragard in München. Dort wurde er für das akademische Jahr 1946/47 zum Rektor gewählt und bleibt dies bis Oktober 1953. 1950 würdigte die DOG sein Wirken mit der Ehrenmitgliedschaft. Weiter bekam er 1953 das Große Verdienstkreuz der Bundesrepublik Deutschland. Er wurde 1950 emeritiert, leitete den Lehrstuhl und die Klinik aber bis 1954.
Georg Hohmann war zweimal verheiratet und starb im Alter von 91 Jahren.

## Wirken
Georg Hohmann galt neben seiner wissenschaftlichen und hervorragenden ärztlichen Tätigkeit als ein ausgezeichneter Lehrer für seine Assistenten und Studenten sowie als Gestalter für die gesamte Orthopädie in Technik, Krankengymnastik, Massage und orthopädischer Schuhmacherei, die er sinnvoll zur Behandlung einsetzte.
„Ruhe und Bewegung“ waren die Grundlagen seines ärztlichen Handelns. Hohmann beschäftigte sich mit dem ganzen Menschen, dessen Umwelt sowie dessen sozialer Situation. Georg Hohmann wurde geprägt von Friedrich Naumann, der ihn schon als Student faszinierte und sein soziales Empfinden neben nationalen und fortschrittlichen Gedanken zu formen verstand. Auch nachdem er sich in Bergen endgültig zur Ruhe gesetzt hatte, zeigen Fachbücher, Kongreßbesuche, Vorträge und wissenschaftliche Arbeiten sein unermüdliches Potential. Im Jahr 1939 wurde Hohmann zum Mitglied der Leopoldina gewählt. Seit 1982 verleiht die Deutsche Gesellschaft für Orthopädie und Orthopädische Chirurgie (frühere DOG) die Georg-Hohmann-Plakette an Menschen, die sich in besonderer Weise um die Entwicklung der Deutschen Orthopädie verdient gemacht haben.
Von 1958 bis 1967 war er Mitglied des Kuratoriums der Friedrich-Naumann-Stiftung für die Freiheit. Bis zu seinem Tod war er Ehrenmitglied des Gremiums.

## Stiftung Pfennigparade
Initiiert durch Georg Hohmann gründete sich 1950 eine Bürgerinitiative zugunsten Poliogelähmter. Diese wird zwei Jahre später als Verein eingetragen entwickelt sich zur Stiftung Pfennigparade mit heute (2015) einem Rehabilitationszentrum für körperbehinderte Menschen, dreizehn gemeinnützigen Tochtergesellschaften und einem Förderverein.

## Ehrungen
- Dr. med. h. c. der Universität Würzburg (1953)
- Verdienstorden der Bundesrepublik Deutschland, Großes Verdienstkreuz (1953)[1]
- Dr. med. h. c. der Justus-Liebig-Universität Gießen
- Dr. med. vet. h. c. der Universität München (1955)
- Dr. rer. nat. h. c. der Universität Frankfurt (1955)
- Dr. med. h. c. der Universität Leipzig (1959)[11]
- Ehrenplakette der Stadt Frankfurt am Main (1960)
- Österreichisches Ehrenzeichen für Wissenschaft und Kunst (1961)
- Bayerischer Verdienstorden (1962)

## Veröffentlichungen (Auswahl)
- Fuß und Bein, ihre Erkrankung und deren Behandlung. 1923; 5. Auflage 1951.
- Johann Georg Heine (1770–1838). In: Münchner Medizinische Wochenschrift. Band 76, 1929, S. 2056–2058.
- mit Lina Jegel-Stumpf: Orthopädische Gymnastik, ein Übungsbuch. 1933; 2. Auflage Georg Thieme; 3. Auflage 1956.
- Orthopädische Apparate und Bandagen. In: Zeitschrift für orthopädische Chirurgie. 1936; 2. Auflage 1938.
- mit Karl Giuliani: Orthopädische Technik. 1941; 4. Auflage 1958.
- Orthopädie. Ein Studienführer. 1947.
- Hand und Arm, ihre Erkrankungen und deren Behandlung. 1949.
- Ruhe und Bewegung. Zwei orthopädische Heilprinzipien. In: Münchener Medizinische Wochenschrift. Band 95, Nr. 1, 2. Januar 1953, S. 19–22.
- Würzburg, die Wiege der deutschen Orthopädie. In: Archiv für Orthopädie. Band 45, 1953, S. 563–572.
- Ein Arzt erlebt seine Zeit. 1954.
- als Hrsg. mit Matthias Hackenbroch und Kurt Lindemann: Handbuch der Orthopädie. 4 Bände. 1957–1961.
- Die Ärztefamilie der Heine. In: Münchner Medizinische Wochenschrift. Band 104, 1962, S. 1102–1103.